# Serizawa Kamo
Serizawa Kamo (芹沢鴨?   1826? - 30 de octubre?, 1863) fue un samurái conocido por haber sido el comandante líder original del Shinsengumi. Se entrenó y recibió licencia en el Shinto Munen-ryu.

## Biografía
La familia Serizawa fue una familia de clase alta acomodada, en el rango samurái Goshi, en la villa Serizawa en Mito (conocida como la capital de la prefectura Ibaraki en Japón). Kamo fue el hijo más joven de la familia, con dos hermanos y una hermana mayores que él, su nombre de juventud fue Genta. Fue educado con los ideales Sonnō jōi (venerar al Tenno (emperador) y expeler a los extranjeros) y en combate con sable desde su infancia en el Kodoukan, la cual fue una escuela del estado en Mito. Mito es una sucursal de la familia Tokugawa, fue considerada la patria de la ideología Sonnō Jōi y el centro de soporte para el Tennō y la corte Imperial, siendo de gran ayuda en la Revolución.
A pesar de que no queda ningún retrato de Kamo, se dice que fue un hombre largo con piel muy pálida y pequeños ojos.
Serizawa usualmente empezaba peleas, tenía un comportamiento violento cuando estaba de mal humor, y especialmente cuando solía beber. Tenía fuertes creencias a favor de la Corte Imperial y adoptó las creencias Sonno-joi seriamente, en ese tiempo se unió al régimen Tokugawa. Un hecho bien conocido es que Serizawa era bueno dibujando y mostraba sus dibujos a niños.

### Periodo Tenguto
Kamo fue sacerdote de un templo Shinto de la familia Kimura. Se casó con la hija de los Kimura, así cambió su nombre a Kimura Keiji. 
En 1860, formó parte del grupo extremista antiextranjero "Tengu-to" (su nombre alternativo fue Tamazukurisei) que asesinó a Tairo Ii Naosuke. Creó un nombre para sí mismo mientras era uno de los miembros más importantes del grupo. Es poco conocido que estaba planeado que él participara en el asesinato de Tairo, pero no pudo llegar a tiempo. A comienzos de 1861, descubrió que tres de los miembros más jóvenes del grupo rompieron las reglas, haciéndolo perder el temperamento: los hizo sentarse en línea y los decapitó a todos de una sola vez. Fue encarcelado junto con el grupo Tengu-to por executarlos sin ningún permiso. Cuando el poder político cambió hacia el gobierno proTokugawa, aquellos en el Tengu-to fueron encarcelados por su participación en el asesinato de Ii. Entonces escribió su famoso poema, en un pedazo rasgado de tela, con su propia sangre al morder su dedo:

「 雪霜 に 色 よく 花 の 魁て 　 散り ても 後に 　 匂ほう 梅が 香」

Yukishimo ni

Iroyoku hana no

Sakigakete

Chiritemo nochi ni

Niou ume ga ka

Esto literalmente se traduce:

En la nieve y la helada,

Sigue habiendo el color,

Y todavía emitiendo su olor después de dispersar de los pétalos;

Tal ume es el perfume.

Muchos se sorprendieron ante el talento poético de Kamo, nunca antes demostrado. Serizawa fue liberado a finales de 1862 cuando el gobierno comenzó a debilitarse y los antiextranjeros comenzaron a ganar poder político. Entonces, cambió su nombre de Kimura Keiji a "Serizawa Kamo", después de ser liberado. Después participó en el Roushigumi de Kiyokawa Hachirou.

### Mibu Roushigumi/Periodo Shinsengumi
Antes de su llegada a Kioto, el grupo de Serizawa y Kondou se separó del Roushigumi, convirtiéndose en un grupo aislado. Semanas después, Serizawa y Kondou decidieron enviar una carta al clan Aizu pidiendo unírseles patrullando Kioto. El clan Aizu fue asignado por el régimen Tokugawa para vigilar las calles de Kioto por samuráis (la mayoría de ellos eran samuráis de clase baja de Chōshū, Tosa, y otros estados) quienes rapantemente empezaron peleas y cometieron asesinatos. La idea de trabajar con los Aizu pudo haberse originado con el hermano de Serizawa, quien tenía conexiones con el clan Aizu. El clan Aizu aceptó la petición de la carta, aceptando a los veintidós samuráis dentro del grupo bajo el clan Aizu.
Fue entonces cuando el grupo comenzó a llamarse a sí mismo Mibu Roushigumi y cuando Serizawa se convirtió el capitán líder. 
Serizawa empezó numerosos incidentes. El 18 de julio (3 de junio en el calendario lunar) Aizu comandó a los miembros del Mibu Roushigumi para patrullar Osaka. Serizawa y su grupo salieron a beber, y más tarde Serizawa entró en una pelea con un sumo. Esto creó un conflicto con los cerca de 25 a 30 sumos que estaban en ese dōjō. El grupo de Serizawa tenía solo cerca de 10 miembros pero se las arreglaron para superar a sus oponentes. Al final de la pelea diez sumos murieron y el resto tenía serias heridas, mientras el grupo de Serizawa estaba vagamente herido. Las noticias del conflicto se esparcieron rápidamente, aumentando la reputación de Mibu Roushigumi. En junio, Serizawa tenía una reunión para beber con miembros de su grupo en un restaurante en Shimahara. Se molestó mientras bebía y destruyó el restaurante entero; el restaurante tuvo que cerrar por causa de eso. El 25 de septiembre (19 de agosto en el calendario lunar) Serizawa y su grupo destruyeron una tienda de ropa de seda llamada Yamatoya, a plena luz del día con un Cañón de Artillería que el grupo recibió del clan Aizu cuando no podían darles dinero.

### Muerte
El 19 de octubre (10 de septiembre en el calendario lunar) Niimi Nishiki, quien era un subcapitán del Shinsengumi, fue forzado a cometer seppuku por Hijikata y Yamanami. Muy probablemente, este fue el principio de un plan junto con la secta Kondo para librarse de Serizawa y su grupo. Cuando Serizawa, Hirayama, y Hirama se enteraron acerca del seppuku involuntario, fueron incapaces de tomar represalias porque en agosto comenzaron a reclutar a muchos de sus miembros para acabar con Kondo. Noguchi Kenji, quien era un fukuchou jokin y miembro del grupo de Serizawa, no estaba en la villa Mibu en el momento del asesinato. Pero hay una posibilidad de que Niimi fuera forzado a cometer seppuku por un samurái de Mito, por el asesinato de un miembro del Roushigumi de Mibu; y el grupo de Kondo no estaba involucrado con su muerte. Por lo tanto, el grupo de Serizawa podría no haber sabido acerca de los planes de asesinato de Kondo. 
El 30 de octubre (18 de septiembre en el calendario lunar; aunque hay un debate acerca de si pudo haber sucedido 2 días antes de eso), todos los del Mibu Roushigumi tenían una fiesta de bebida en la cual había un plan para asesinar a Serizawa. Serizawa fue entonces asesinado junto con Oume, una mujer que estaba durmiendo con él, y también Hirayama. Hirama, el único sobreviviente en el grupo de Serizawa, se las arregló para huir de vuelta a Mito donde reportó la muerte de Serizawa Kamo a su familia. El asesinato fue llevado a cabo bajo la orden de Matsudaira Katamori. Unos meses después, el 4 de febrero de 1864 (27 de diciembre de 1863 en el calendario lunar), Noguchi fue forzado a cometer seppuku por el Shinsengumi.

#### Teorías sobre su muerte
Ha habido diversas teorías acerca del motivo del asesinato de Serizawa Kamo:
- Serizawa estaba también fuera de alcance, así que Aizu planeó en secreto asesinar a Serizawa Kamo con Kondo y Hijikata.

Esta es la teoría principal y más ampliamente creída. Es bastante posible que ambos, Aizu y Kondo, pensaban que Serizawa era demasiado imprudente para ser el capitán líder del grupo encargado para regular la paz en Kioto, y que reaccionaría violentamente al ser despedido.
- El clan Mito estaba planeando tomar el Mibu Roushigumi de Serizawa al precursor del sonno joi. El clan Aizu sintió que esto era una amenaza porque estaban más orientados a la ideología proTokugawa que a la corte proimperial como Mito, así que comandaron a Kondo para asesinar al grupo de Serizawa.

Ésta es una teoría menos conocida. El clan Aizu pudo haber comandado a Kondo para asesinar a Serizawa porque era imprudente el esconder el verdadero motivo: un remarcado conflicto político con Mito. Para entonces Aizu estaba teníendo un problema en Kioto con samuráis de Chōshū y Tosa que causaban violencia en las calles, así, podrían haber querído prevenir a los samuráis de Mito de entrar al baño de sangre de Kioto. Entonces, samuráis extremistas de 3 estados (Mito, Chōshū y Tosa) estaban compitiendo unos con otros causando acciones terroristas en contra de aquellos que creían que estaban en contra de los ideales antiextranjeros. Un oficial de Mito en Kioto pudo haber estado organizando al grupo de Serizawa y pudo haberlos puesto a lado de Mito.     
- Kondo y Hijikata usaron a Serizawa para tener conexiones con los Aizu, y ahora que esto había sido logrado, iban a eliminar al grupo de Serizawa para tomar la totalidad del grupo.

Es conocido que Kondo y Hijikata odiaban a Serizawa en primer lugar. Pero probablemente no habrían sido capaces de formar el Mibu Roushigumi, el cual conformó el Shinsengumi, si no fuera por las cercanas relaciones del hermano de Serizawa con el clan Aizu; le permitieron ser el capitán líder porque lo estaban utilizando para tener conexiones con los Aizu. Cuando sintieron que tenían asegurada la confianza de los Aizu, asesinaron a Serizawa, porque ya no lo necesitaban. Es posible que también hayan mantenido el asesinato de Serizawa en secreto del clan Aizu, desde que reportaron la causa de su muerte por enfermedad.

#### Tumba
El grupo de Kondou organizó un funeral por la muerte de Serizawa al que asistió su hermano mayor. Su tumba fue custruida un año después de su muerte en el Templo Mibu, en él que reside aún hoy en día.
Esta es una cita acerca de él por Nagakura Shinpachi:

◎新選組顛末記－永倉 新八
猛烈な勤皇思想を抱き、つねに攘夷を叫んでいた。
大勢からは先生と呼ばれていた。
それほどの才幹で、国家有事の時にむざむざと横死したことは、彼自身のみならず、国家的損害であるとは、当時、心あるものの一致するところであった。

Esto literalmente se traduce como:

"El mantuvo ideales extremadamente fuertes en favor de la corte imperial y exclamó por la expulsión de los extranjeros. Todos lo llamaba maestro. Él era tanto así de un hombre pero murió cuando el país lo necesitaba. Nosotros sentimos que esto no es solo una pérdida para él sino una pérdida para el país".

Nagakura sentía mucho respeto por Serizawa.

## Serizawa en la ficción
Serizawa aparece en el Moeyo Ken de Shiba Ryōtarō (Quemar la Espada O) y el Shinsengumi Keppuroku (Record Sangriento del Shinsengumi).  
- También aparece en el manga Kaze Hikaru como el Comandante Serizawa y es dibujado como un hombre festivo, a menudo con nariz roja por estar en estado de ebriedad pero bajo su cómica y muchas veces pervertida naturaleza es fiero oponente que no debía ser retado.  Es común que esté en celebraciones de bebida con el resto del Mibu o tratando de obtener un beso de Kamiya Seizaburo (Tominaga Sei). Se enamora de una mujer llamada Oume. Su pelea con los Sumos y la reunión con Oume son hechos históricos basados en la de vida real de Serizawa.

- El asesinato de Serizawa fue retratado en la versión anime de  Peacemaker Kurogane

- Serizawa aparece en NHK Shinsengumi, como un poderoso espadachín, con un fuerte temperamento, aunque también un fuerte espíritu, y un gran amor por su país. Cuatro miembros del Shinsengumi fueron mandados para asesinarlo: Hijikata, Okita, Harada, y Yamanami. Okita ingenuamente rebotó su Katana y ésta quedó clavada en el techo de un lumbral. Serizawa rompió la espada de Hijikata en dos, después tropezó con su propia botella de sake, y Okita lo apuñaló en el corazón y golpeó su Kodachi, entonces Hijikata acabó con él apuñalándolo en la espalda.

- También aparece en el manga Chiruran: Shinsengumi Requiem.[1]